# 괭이갈매기
괭이갈매기(영어: black-tailed gull, 학명: Larus crassirostris 라루스 크라시로스트리스[*])는 도요목 갈매기과에 속하는 몸길이 약 46cm, 날개길이 34∼39cm의 중형 갈매기이다. 머리와 가슴·배는 흰색이고 날개와 등은 잿빛이다. 꽁지깃 끝에 검은 띠가 있어서 다른 갈매기류와 구별된다. 부리는 다른 종에 비해 길고 끝 부분에 빨간색, 검은색 띠가 있으며, 괭이갈매기라는 이름은 울음소리가 마치 고양이 울음소리와 비슷하다고 해서 괭이갈매기라고 이름이 지어졌다.

## 서식
괭이갈매기의 서식지는 국가로 보았을 때 주로 한국 해안가부터 시작하여 러시아 동부 해안, 베트남, 중국의 해안가와 대만, 일본, 홍콩의 해안 지역에서 발견되며 번식한다. 필리핀에서도 발견 사례 보고가 있지만 토착종인지, 외래종인지에 대한 의견이 분분하다. 오스트레일리아, 캐나다, 멕시코, 태국, 미국에서 무리에서 떨어져나온 괭이갈매기의 발견 사례가 있다. 이 국가들은 괭이갈매기의 번식지에 포함되지 않으며 토착종이 아닌 우연찮은 발견 사례에 포함된다.

## 번식

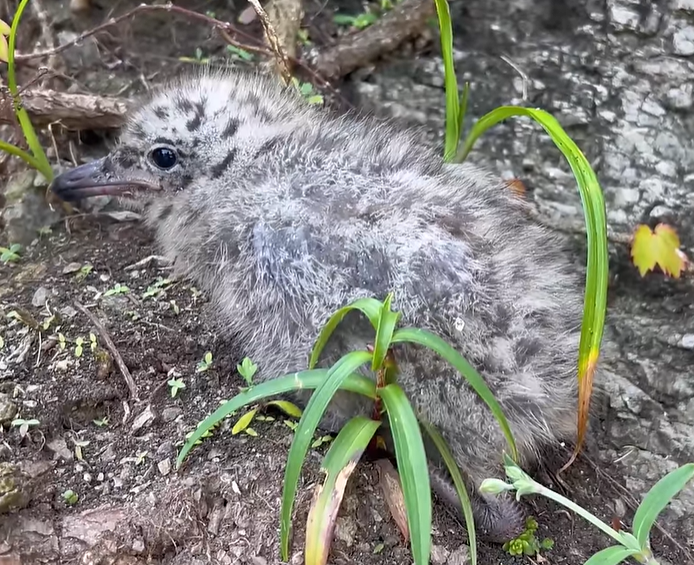
한국에서 찍힌 새끼 괭이갈매기

번식기는 5∼8월이지만 번식지에 오는 것은 이른 봄이다. 번식지는 대개 무인도 풀밭이며 큰 집단을 이루어 마른 풀로 둥지를 틀고 한배에 4∼5개의 알을 낳는다. 8월 말경에 어린 새끼와 함께 번식지를 떠나 바다 생활에 들어간다. 먹이는 물고기, 곤충, 물풀 등이며, 새끼에게 어미는 반쯤 소화시킨 먹이를 토해내서 먹인다.

## 한국의 번식지
한국에서는 난도, 홍도, 독도에 번식지가 있는데 모두 보호구역으로 지정되어 있다.

## 같이 보기
- 괭이갈매기 울 적에